# Трощенко Наталія Володимирівна
Ната́лія Володи́мирівна Тро́щенко  (нар. 18 липня 1933, Київ, УСРР — † 1988, СРСР) — радянська кінорежисерка і сценаристка.

## Життєпис
Працювала театральною режисеркою у Кизилі (Тувинська АРСР).
З 1956 року працює режисеркою кіностудії «Ленфільм».
1957 року закінчила режисерський факультет Ленінградського театрального інституту ім. О. Островського.
Родина:
- Чоловік: Месхієв Дмитро Давидович[ru] (1925—1983) — кінооператор-постановник кіностудії «Ленфільм». Заслужений діяч мистецтв РРФСР.
- Діти: Месхієв Дмитро Дмитрович[ru] (нар. 1963) — російський кінорежисер, актор, продюсер, заслужений діяч мистецтв Російської Федерації (2006), та художник-гример Катерина Месхієва (1956—2009).

## Фільмографія
- 1965 — «Аварія» (2-а режисерка)

Режисерка-постановниця:
- 1971 — «Дозвольте зліт!» (у співавт. з А. Вехотком[ru])
- 1973 — «Про тих, кого пам'ятаю і люблю» (у співавт. з А. Вехотком)
- 1975 — «Повітроплавець» (про Івана Заїкіна, знімався в Одесі; у співавт. з А. Вехотком)
- 1976 — «Кадкіна всякий знає» (авторка сценарію та режисерка у співавт. з А. Вехотком)
- 1978 — «Траса» (СРСР—Чехословаччина, у співавт. з А. Вехотком)
- 1979 — «Пані Марія»
- 1981 — «Комендантська година»
- 1983 — «Довга дорога до себе»
- 1986 — «Ті, що зійшли з небес» (за повістю Олексія Каплера «Два з двадцяти мільйонів»)